# Eratigena
Az Eratigena a pókszabásúak (Arachnida) osztályának a pókok (Araneae) rendjébe, ezen belül a főpókok (Araneomorphae) alrendjébe és a zugpókfélék (Agelenidae) családjába tartozó nem.

## Rendszertani besorolásuk
2013-ban törzsfejlődéses (philogenesis) kutatást végeztek a Tegenaria póknemben. A kutatásból kitudódott, hogy ez a póknem valójában nem monofiletikus, azaz nem egy közös rendszertani őstől származó élőlények összességét foglalja magába, hanem igen hasonló pókok voltak idegyűjtve. Ennek következtében 2015 novemberében, a genetikailag nem ide tartozó pókokat kivonták a Tegenaria nemből és áthelyezték, a nekik létrehozott Eratigena nevű póknembe; ahová manapság a nagy zugpók (Eratigena atrica) is tartozik, mely egyébként az új nem típusfajává vált. 2016 októberében további pókokat átsoroltak a Malthonica nembe.

## Rendszerezés
A nembe az alábbi 19 faj tartozik:
- Eratigena agrestis (Walckenaer, 1802) — Európától Közép-Ázsiáig, USA, Kanada
- Eratigena arganoi (Brignoli, 1971) – Olaszország
- nagy zugpók (Eratigena atrica) (C. L. Koch, 1843) — típusfaj; Európa, Észak-Amerikába behurcolták
- Eratigena balearica (Brignoli, 1978) – Baleár-szigetek
- Eratigena barrientosi (Bolzern, Crespo & Cardoso, 2009) — Portugália
- Eratigena bucculenta (L. Koch, 1868) — Portugália, Spanyolország
- Eratigena feminea (Simon, 1870) — Portugália, Spanyolország
- Eratigena fuesslini (Pavesi, 1873) — Európa
- Eratigena herculea (Fage, 1931) — Spanyolország
- Eratigena hispanica (Fage, 1931) — Spanyolország
- Eratigena incognita (Bolzern, Crespo & Cardoso, 2009) — Portugália
- Eratigena inermis (Simon, 1870) — Spanyolország, Franciaország
- Eratigena laksao (Bolzern & Jäger, 2015) – Laosz
- Eratigena montigena (Simon, 1937) — Portugália, Spanyolország
- Eratigena picta (Simon, 1870) – Európa, Oroszország, Észak-Afrika
- Eratigena sardoa (Brignoli, 1977) – Szardínia
- Eratigena sicana (Brignoli, 1976) – Szicília, Szardínia
- Eratigena vidua (Cárdenas & Barrientos, 2011) – Spanyolország
- Eratigena vomeroi (Brignoli, 1977) — Olaszország

### Fordítás
- Ez a szócikk részben vagy egészben  az   Eratigena című angol Wikipédia-szócikk ezen változatának fordításán alapul.  Az eredeti cikk szerkesztőit annak laptörténete sorolja fel. Ez a jelzés csupán a megfogalmazás eredetét és a szerzői jogokat jelzi, nem szolgál a cikkben szereplő információk forrásmegjelöléseként.